# James Franck
James Franck (26. srpna 1882 Hamburk, Německo – 21. května 1964, Göttingen, Německo) byl německý fyzik, nositel Nobelovy ceny za fyziku za rok 1925, jejíž druhou polovinu obdržel jeho kolega Gustav Ludwig Hertz.
J. Franck vyrůstal v bohaté židovské rodině. Začal sice v Heidelbergu studovat chemii, ale svá univerzitní studia navázal fyzikou na univerzitě v Berlíně, kde i získal doktorát a taktéž profesuru. Profesorem experimentální fyziky se stal v roce 1921 na univerzitě v Göttingenu, kde působil, než nastoupil Adolf Hitler k moci. Tehdy se odstěhoval do USA na univerzitu v Chicagu, kde opět působil jako profesor.
V době svého působení v Berlíně Franck sledoval, spolu s Hertzem, závislost stupně ionizace na energii elektronů v parách rtuti. Dokázali, že atomy rtuti pohlcují energii elektronů po kvantech a dále studoval kvantový charakter fotochemických reakcí.
V USA pokračoval ve své práci na využití kvantové mechaniky k výkladu mezimolekulárních sil. Tato jeho poslední významná práce byla potvrzena i experimentálně. Již jako držitel Nobelovy ceny, kterou získal společně s Hertzem v roce 1925, se postavil v roce 1945 do čela vědců, protestujících proti použití atomové bomby.

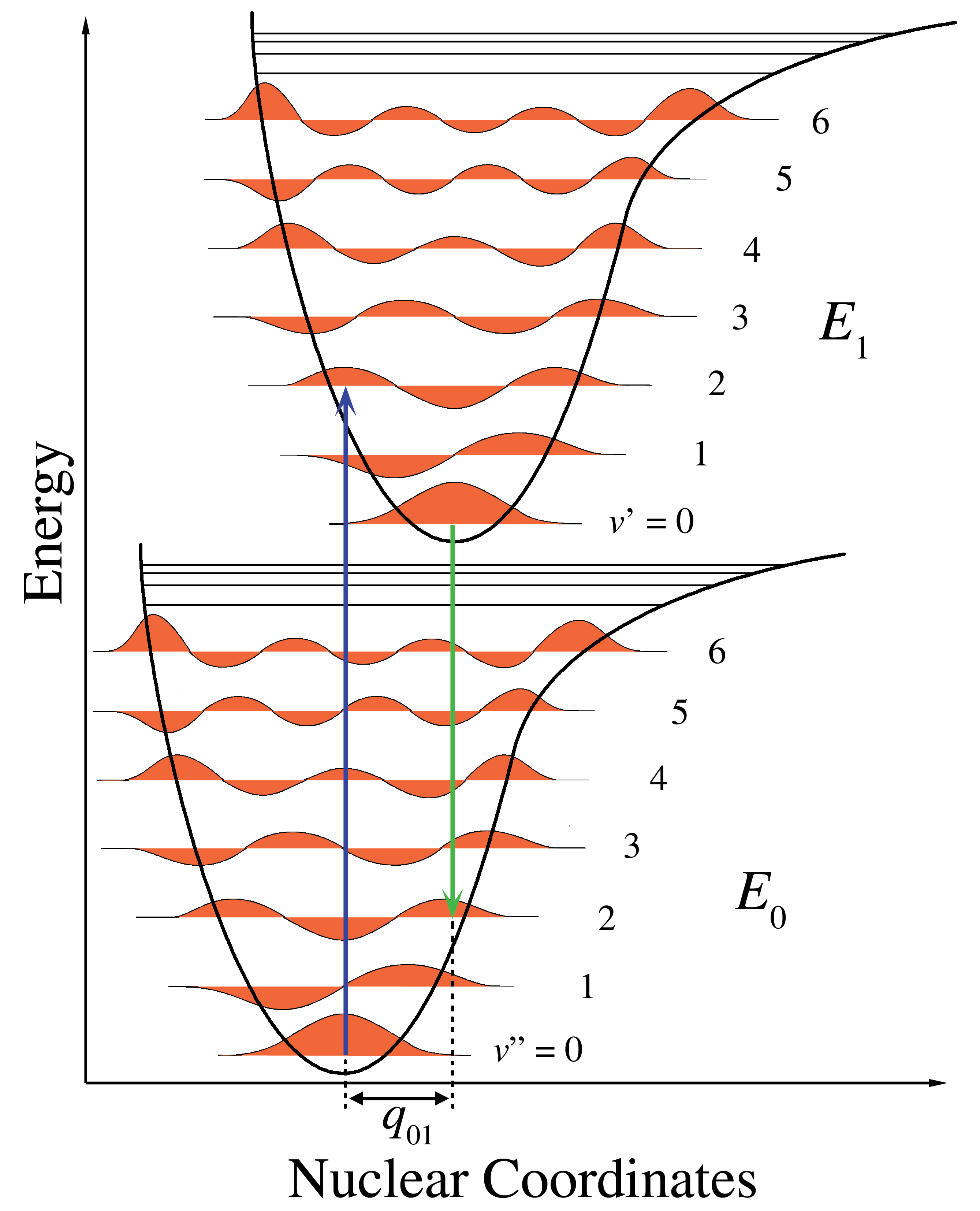
Franck-Condonův princip v absorpci a fluorescenci

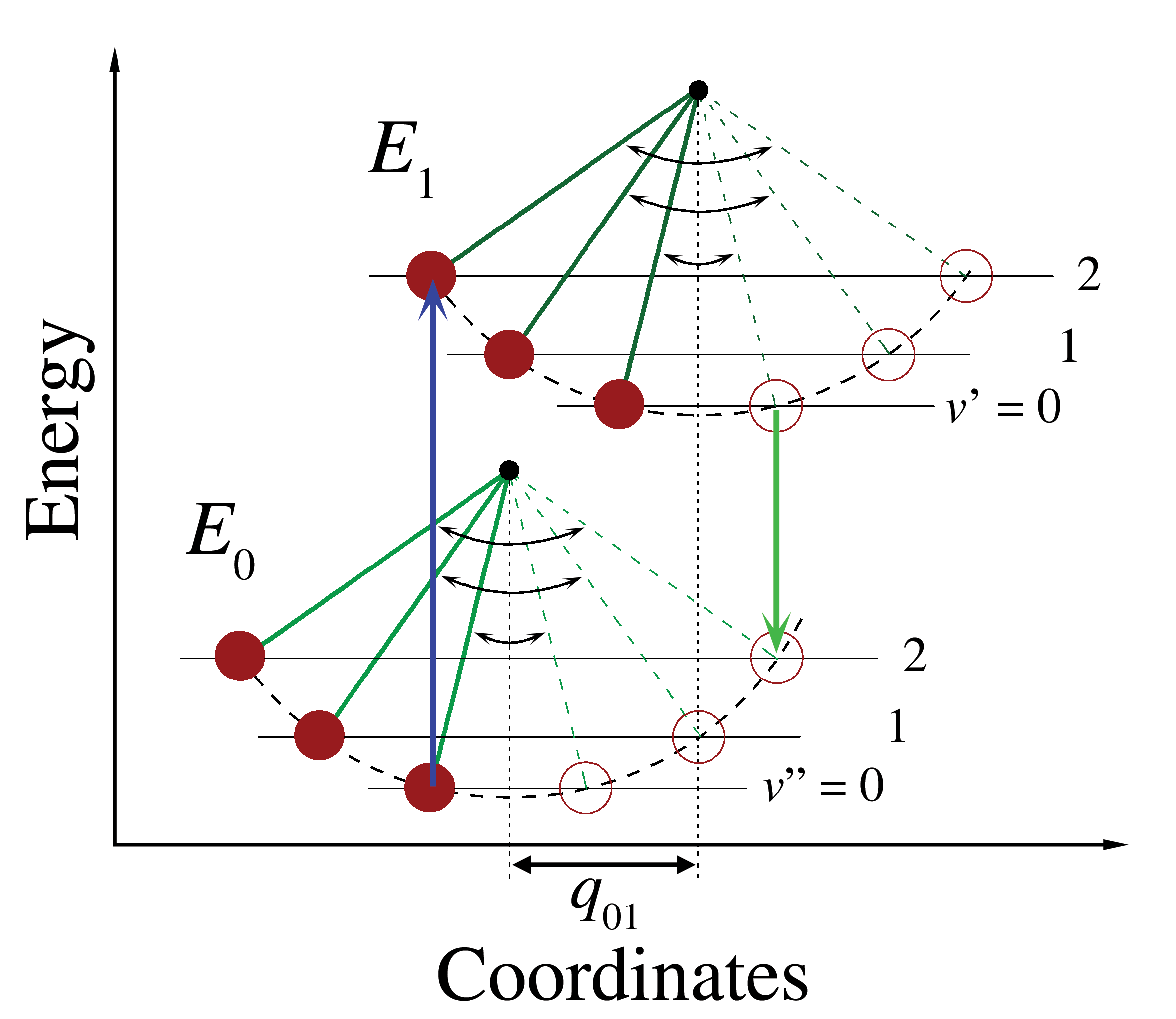
Franck-Condonův princip pro případ klasického kyvadla

## Ocenění a pocty
- 1925 Nobelova cena za fyziku
- 1951 Medaile Maxe Plancka[1]
- 1953 Čestný občan Göttingenu[1]
- 1955 Rumfordova Medaile za svou práci na fotosyntéze[1]
- 1964 Zvolen zahraničním členem Royal Society of London[1]